# سلودا (کارولینای شمالی)
سلودا (به انگلیسی: Saluda) شهری در ایالت کارولینای شمالی کشور ایالات متحده آمریکا است که جمعیت آن در سرشماری سال ۲۰۱۰ میلادی، ۷۱۳ نفر بوده‌است.